# Архипов, Антон Анатольевич
Анто́н Анато́льевич Архи́пов (4 ноября 1985, Москва) — российский футболист, нападающий.

## Карьера
Выпускник футбольной школы «Чертаново». Начинал профессиональную карьеру в щёлковском «Спартаке» во второй лиге. После дебютного сезона был приглашён в дубль «Шинника». Не проведя перед тем ни одного матча в двух высших российских лигах, дебютировал в еврокубках. 5 июля 2004 года «Шинник» направил на первую игру второго раунда Кубка Интертото усиленный дубль. Ярославская молодёжь в гостях обыграла чешский «Теплице». Пропустив гол с пенальти, на 33-й минуте ярославцы отыгрались: Антон сравнял счёт; ещё в первом тайме был установлен окончательный результат — 2:1 в пользу гостей. Ответный матч также отыграл полностью, правда, на непривычной позиции крайнего хавбека. В следующем раунде, в матче с португальской «Лейрией», подвёл команду: в первом тайме получил жёлтую карточку за откидку мяча, а во втором при счёте 1:1 заработал второе предупреждение за симуляцию. В итоге отличившийся первым «Шинник» крупно уступил 1:4. В августе 2004 года был заявлен для участия в играх Премьер-лиги. 17 октября 2004 года дебютировал в Премьер-лиге, выйдя на замену в матче «Шинник» — «Спартак». Накануне сезона-2005 перешёл в раменский «Сатурн». После полугода в дубле (дважды выходил на замену за основную команду), летом был отдан в аренду клубу Первого дивизиона челябинский «Спартак». По окончании сезона Архиповым заинтересовались ставившие задачу попадания в Премьер-лигу «Химки», которые сначала взяли в аренду, а через год выкупили нападающего.
В первой половине сезона-2007 провёл 18 матчей за «Химки» и забил 4 гола. После игры «Сатурн» — «Томь» главный тренер сибирской команды Валерий Петраков выразил желание видеть нападающего в составе томского клуба. 17 августа 2007 года заключил с «Томью» соглашение на 2,5 года. 1 августа 2009 года был отдан в аренду в новороссийский «Черноморец» до конца 2009 года. Сезон 2010 года провёл в клубе Первого дивизиона «Шинник» на правах аренды. Летом 2013 года перешёл в ФК «Ротор». 28 октября 2013 года был уволен из команды «за появление на рабочем месте в состоянии алкогольного опьянения».

## Клубная статистика
| Сезон | Клуб                      | Чемпионат         | Чемпионат | Кубок |
| ----- | ------------------------- | ----------------- | --------- | ----- |
| 2003  | «Спартак» Щёлково         | 2 дивизион. Запад | 25 (2)    |       |
| 2004  | «Шинник» Ярославль        | Премьер-лига      | 1 (0)     | —     |
| 2005  | «Сатурн» Раменское        | Премьер-лига      | 2 (0)     | 1 (0) |
| 2005  | «Спартак» Челябинск       | Первый дивизион   | 12 (5)    |       |
| 2006  | «Химки» Химки             | Первый дивизион   | 38 (12)   |       |
| 2007  | «Химки» Химки             | Премьер-лига      | 16 (4)    | 2 (0) |
| 2007  | «Томь» Томск              | Премьер-лига      | 8 (0)     | 1 (0) |
| 2008  | «Томь» Томск              | Премьер-лига      | 21 (2)    | 1 (2) |
| 2009  | «Томь» Томск              | Премьер-лига      | 5 (0)     | 0 (0) |
| 2009  | «Черноморец» Новороссийск | Первый дивизион   | 16 (3)    | 0 (0) |
| 2010  | «Шинник» Ярославль        | Первый дивизион   | 27 (7)    | 1 (0) |

## Статистика в сборной

### Студенческая сборная
Вызывался в сборную на летнюю Универсиаду-2005 в Измире (Турция).
| Дата            | Турнир      | Матч    | Матч           | Матч     | Статистика        |
| --------------- | ----------- | ------- | -------------- | -------- | ----------------- |
| 11 августа 2005 | Универсиада | Россия  | 6:1            | Ирландия | Вышел на 79', 85' |
| 15 августа 2005 | Универсиада | Япония  | 1:0            | Россия   | Полный матч       |
| 16 августа 2005 | Универсиада | Италия  | 1:1 (4:2 пен.) | Россия   | Вышел на 56'      |
| 18 августа 2005 | Универсиада | Мексика | 3:1            | Россия   | Заменён на 90'    |
| 20 августа 2005 | Универсиада | Россия  | 4:0            | Уругвай  | Полный матч,      |

## Достижения
- Чемпион Первого дивизиона: 2006.
- Обладатель Кубка Израиля: 2012/13

## Семейное положение
Женат, двое детей.